# Монсанто Парк
Монсанто Парк е писта за провеждане на автомобилни и мотоциклетни състезания, намираща се в Лисабон, Португалия.

## Победители във Формула 1
| Година | Пилот        | Конструктор    | Писта         | Статистика |
| ------ | ------------ | -------------- | ------------- | ---------- |
| 1959   | Стърлинг Мос | Купър-Клаймакс | Монсанто Парк | Статистика |